# Tierra de la Recompensa
La Tierra de la Recompensa era una comunidad de villa y tierra de la Extremadura castellana, cuya capital era la villa de Deza. Con el nombre de partido de la Recompensa formaba parte de la intendencia de Soria situada en la actual provincia de Soria, en la región española de Castilla la Vieja, hoy comunidad autónomas de Castilla y León.Todo el territorio de esta comarca se encuentra en la actualidad incluido en la comarca del Campo de Gómara.

## Lugares que comprendía
Entre paréntesis figura el municipio al que pertenecen.
| - La Alameda (Deza). - Almazul. | - Deza. | - Mazaterón (Almazul). | - Miñana (Deza). |  |

## Historia
Convertida en señorío, esta comunidad perteneció a los duques de Medinaceli y mantuvo su integridad territorial hasta el siglo XIX.